# Xenylla subcavernarum
Xenylla subcavernarum är en urinsektsart som beskrevs av da Gama 1969. Xenylla subcavernarum ingår i släktet Xenylla och familjen Hypogastruridae. Inga underarter finns listade i Catalogue of Life.